# Dictionary.com
Dictionary.com é um dicionário on-line cujo domínio foi registrado pela primeira vez em 14 de maio de 1995. O conteúdo do Dictionary.com é baseado na versão mais recente do Random House Unabridged Dictionary, com outro conteúdo do Collins English Dictionary, American Heritage Dictionary e outros.

## História
O Dictionary.com foi fundado por Brian Kariger e Daniel Fierro como parte da Lexico Publishing, que também iniciou o Thesaurus.com e o Reference.com. Quando lançado, foi um dos primeiros sítios de referência detalhados online. Em julho de 2008, o Lexico Publishing Group, LLC, foi adquirido pela Ask.com, uma empresa da IAC, e renomeada para Dictionary.com, LLC. Em 2018, a IAC vendeu o Dictionary.com e o Thesaurus.com para a Rock Holdings. No momento da venda, o Dictionary.com era o 447.° sítio eletrônico mais trafegado nos Estados Unidos, de acordo com o serviço de rastreamento de sítios SimilarWeb. Em 2015, a empresa estimou que existem 5,5 bilhões de pesquisas por palavra em seu site anualmente.

## Funcionalidades e serviços
Entre seus recursos, o Dictionary.com oferece uma Palavra do dia, um solucionador de palavras cruzadas e um dicionário de cultura pop que inclui seções de emoji e gírias.
Em 2010, o Dictionary.com iniciou seu recurso anual Palavra do Ano com a palavra 'change' ('mudança'). A seleção é baseada nas tendências de pesquisa no sítio ao longo do ano e nos eventos de notícias que os impulsionam.
A seguir, é apresentada a lista das palavras anuais do Dictionary.com a partir de 2010:
- 2010: Change (mudança)
- 2011: Tergiversate (tergiversar)
- 2012: Bluster (barulho)
- 2013: Privacy (privacidade)
- 2014: Exposure (exposição)
- 2015: Identity (identidade)
- 2016: Xenophobia (xenofobia)
- 2017: Complicit (cúmplice)
- 2018: Misinformation (desinformação)
- 2019: Existential (existencial)[13]

Em abril de 2009, a empresa lançou seu primeiro aplicativo de dicionário na iOS App Store, permitindo que os usuários pesquisassem definições e sinônimos. O aplicativo também incluiu acesso a pronúncias de áudio, indexação alfabética e frases de exemplo de sinônimos. Desde então, o Dictionary.com lançou um aplicativo de tesauro independente chamado Thesaurus Rex, juntamente com aplicativos educacionais, Dictionary.com Flashcards, Word Dynamo e Learning to Read with Zoo Animals. No início de 2020, em resposta às necessidades de escolaridade na pandemia de COVID-19, o Dictionary.com lançou uma plataforma Learning at Home Center. O surto de coronavírus levou à adição de novas palavras ao dicionário principal (por exemplo, fomites) e ao dicionário de gírias (por exemplo, 'rona').